# Anthus spinoletta
El bisbita alpino o bisbita ribereño alpino (Anthus spinoletta) es un ave paseriforme de la familia Motacillidae. Es un poco mayor que la bisbita común, distinguiéndose de ésta por las patas oscuras, una línea supraciliar blanca y el plumaje castaño y no verdoso.
Se distribuye por las tierras altas de Europa central y del sur, llegando hasta el este a China. En invierno emigran hacia el sur de Eurasia y el norte de África.

## Descripción
El bisbita ribereño alpino se puede considerar un ave de media y alta montaña que tiene un plumaje bastante discreto de tonos pardos con el pecho blanco y listado. En verano el plumaje de esta ave se caracteriza por tener tonos pardos claros con listas de color blanco en el dorso, mientras que su vientre es blanco con una ligera tonalidad rosa-amarillentas, que solo son apreciable con el ejemplar muy cerca o teniéndolo en la mano. Destaca en su cabeza una banda de color gris desde el ojo hasta el píleo, así como un babero de color claro. Su cola es larga de color marrón y con los bordes blancos mientras que sus patas son de color pardo oscuro y sobre los ojos tiene nuca. En invierno el plumaje se oscurece, destacando aún más las bandas blanquecinas una ancha lista blanca, muy marcada, que llega casi hasta la alares.  

## Hábitat
El hábitat del bisbita ribereño alpino es la montaña, los prados de montaña y en general las zonas poco arboladas donde abundan los pastos y los arroyos de montaña.
El bisbita ribereño alpino es un ave presente en la sierra de Baza, aunque no puede considerarse abundante, ya que esta especie se desarrolla más ampliamente en la zona norte de la península ibérica. Se trata de una especie que suele frecuentar los prados de alta montaña con charcas y por lo tanto encuentra en esta sierra uno de sus hábitat preferidos ya que cuenta con una gran cantidad de zonas de alta montaña, donde abundan los prados y pastos alpinos donde suele desarrollarse la vida de esta especie, en busca constante de insectos y pequeños invertebrados. En el invierno, desciende altitudinalmente e incluso se recibe la visita de ejemplares norteños y es posible encontrarlo en los ríos y arroyos de la periferia del parque a la busca de ninfas de mosquito y otros insectos acuáticos.

## Reproducción

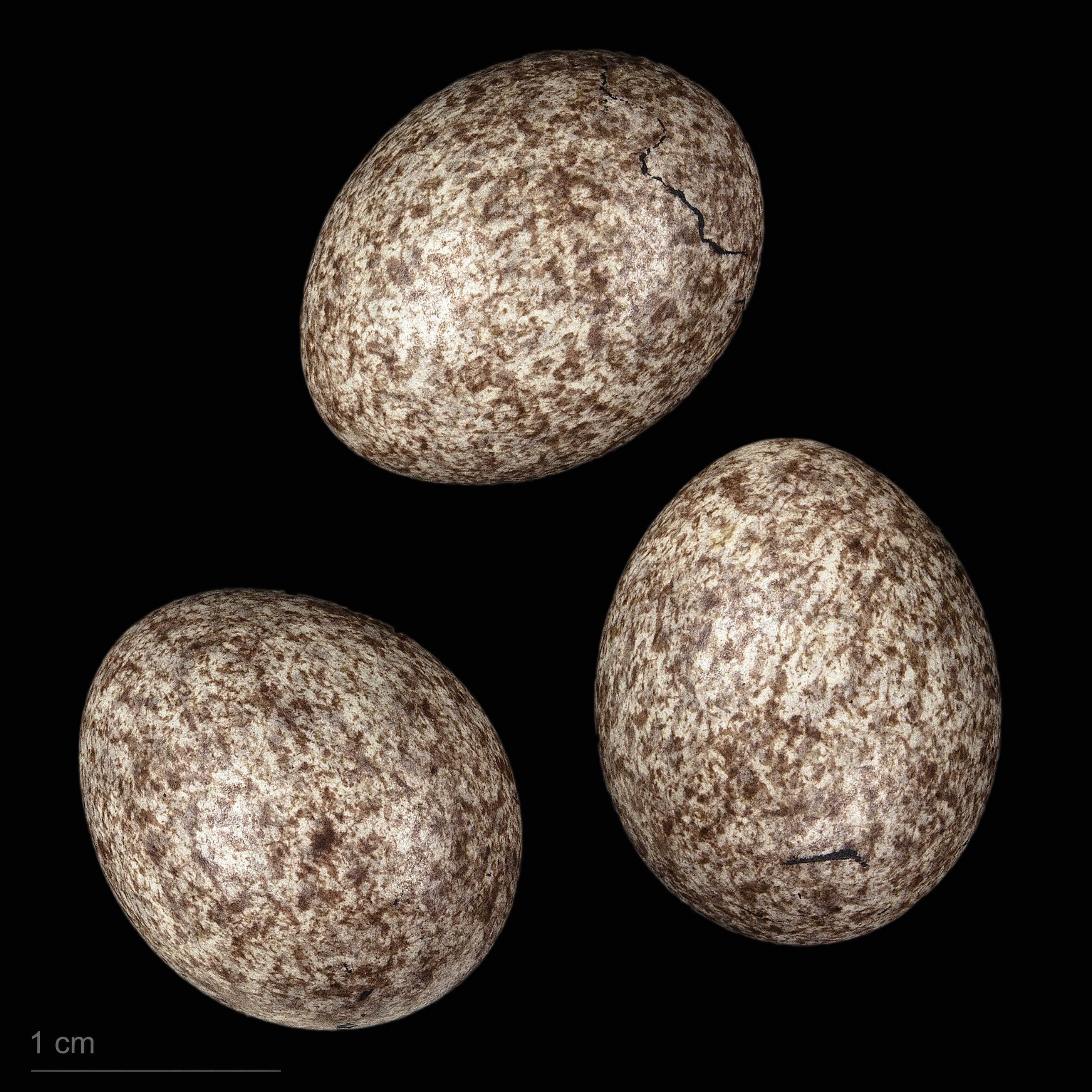
Anthus spinoletta spinoletta - MHNT

Llegado el mes de mayo comienza la construcción del nido que estará situado en el suelo y será la hembra quien, valiéndose de hierba seca, musgo y tallos secos la que prepara el lugar de cría. La puesta habitual es de cuatro a cinco huevos que serán incubados por la hembra. Tras dos semanas de incubación nacen los poyos que ocuparan el nido durante unos diez días, para posteriormente seguir siendo alimentados por ambos congéneres en las cercanías de este.

## Alimentación
La alimentación de esta especie se basa en la captura de pequeños insectos y en general de invertebrados. Suele capturar sus presas mientras se desplaza correteando y dando pequeños saltos por el suelo. También suele utilizar las rocas y pequeñas atalayas de piedras para observar y lanzarse en busca de alimento. También se mueve por las orillas de los ríos y arroyos, en busca de insectos acuáticos, de donde toma su nombre popular de “ribereño”.

## Características
- Longevidad: pueden vivir hasta cinco años
- Peso: 36 gramos aproximadamente.
- Envergadura: con las alas abiertas pueden medir alrededor de 27 cm.
- Longitud: 17 cm. aproximadamente.